# Tim Tebow
Timothy Richard "Tim" Tebow (født 14. august 1987) var en amerikansk fodboldspiller, der spillede quarterback, i National Football League. Han blev draftet af Broncos som det 25ende overall pick i 2010 NFL Draft. Han spillede college football på the University of Florida, hvor han vandt Heisman trofæet. Tebow har også været en del af New York Jets og New England Patriots. I 2015 off-sæsonen blev Tebow kontraktbundet til Philadelphia Eagles sammen med 4 andre quarterbacks: Sam Bradford, Mark Sanchez, Matt Barkley og G.J. Kinne. Tim Tebow blev released af Philadelphia Eagles d. 05/09/15. Han har derefter skiftet sport karriere til baseball.

## NFL statistikker

### Regulære sæson
| Sæson | Hold           | Kampe | Kampe | Kampe | Passing | Passing | Passing | Passing | Passing | Passing | Passing | Passing | Sacks | Sacks | Rushing | Rushing | Rushing | Rushing | Fumbles | Fumbles |
| Sæson | Hold           | GP    | GS    | W-L   | Comp    | Att     | Pct     | Yds     | Y/Att   | TD      | INT     | Rating  | #     | Yds   | Att     | Yds     | Avg     | TD      | FUM     | Lost    |
| ----- | -------------- | ----- | ----- | ----- | ------- | ------- | ------- | ------- | ------- | ------- | ------- | ------- | ----- | ----- | ------- | ------- | ------- | ------- | ------- | ------- |
| 2010  | Denver Broncos | 9     | 3     | 1–2   | 41      | 82      | 50.0    | 654     | 8.0     | 5       | 3       | 82.1    | 6     | 26    | 43      | 227     | 5.3     | 6       | 1       | 0       |
| 2011  | Denver Broncos | 14    | 11    | 7–4   | 126     | 271     | 46.5    | 1,729   | 6.4     | 12      | 6       | 72.9    | 33    | 225   | 122     | 660     | 5.4     | 6       | 13      | 6       |
| 2012  | New York Jets  | 12    | 2     | 1-1   | 6       | 8       | 75.0    | 39      | 4.9     | 0       | 0       | 84.9    | 2     | 7     | 32      | 102     | 3.2     | 0       | 0       | 0       |
| Total | Total          | 34    | 16    | 9-7   | 173     | 361     | 47.9    | 2,422   | 6.7     | 17      | 9       | 75.3    | 41    | 258   | 197     | 989     | 5.0     | 12      | 14      | 6       |

### Playoffs
| Sæson   | Hold           | Kampe | Kampe | Kampe | Passing | Passing | Passing | Passing | Passing | Passing | Passing | Passing | Sacks | Sacks | Rushing | Rushing | Rushing | Rushing | Fumbles | Fumbles |
| Sæson   | Hold           | GP    | GS    | W–L   | Comp    | Att     | Pct     | Yds     | Y/Att   | TD      | INT     | Rating  | #     | Yds   | Att     | Yds     | Avg     | TD      | FUM     | Lost    |
| ------- | -------------- | ----- | ----- | ----- | ------- | ------- | ------- | ------- | ------- | ------- | ------- | ------- | ----- | ----- | ------- | ------- | ------- | ------- | ------- | ------- |
| 2011–12 | Denver Broncos | 2     | 2     | 1–1   | 19      | 47      | 40.4    | 452     | 9.6     | 2       | 0       | 90.0    | 5     | 28    | 15      | 63      | 4.2     | 1       | 1       | 1       |